# 波野夏花
波野 夏花（はの なつか、7月30日 - ）は日本の女性声優。主にアダルトゲームに声をあてている。

## 出演
太字は主役・メインキャラクター

### ゲーム
2012年
- 恋妹SWEET☆DAYS

2013年
- 淫艶〜山里に乱れる手弱女〜（三浦 夏江）
- 夢か現かマトリョーシカ
- ねえちゃん、もう出ちゃうよ! 〜淫姉は俺の愛玩具〜

2014年
- 愛妹恋愛
- お嬢様はカタイのがお好き! 〜神性なる女子寮日記〜（時雨沢 昭子[1]）
- 俺は悪の戦闘員〜女首領の手先になって正義のヒロインをヤる!（『腔王女(クィーン)』ディープスロート）
- きみと僕との騎士の日々 -楽園のシュバリエ-（黒田 志信）
- ちぇ〜んじ! 〜あの娘になってクンクンペロペロ〜
- PRETTY×CATION
- 魔女ヴェロニカ 〜終わらない魔辱煉獄〜（カーミラ・フォン・ヴォルデンベルグ）

2015年
- 悪魔娘の看板料理
- 裏技スペクトラム（冴木 遼子）
- 時間停止学園! キモデブのオレが時間を止めて学園の女達をヤリたい放題!（国久 優奈、小相沢 春香、築谷 莉子）
- 空色イノセント

2016年
- 働くオトナの恋愛事情（加茂 佐奈）
- PURELY×CATION
- プラネット ドラゴン
- 姉姉W催眠～催眠装置で巨乳姉どもに強制中出し、鬼畜寝取りで孕ませてやる!～（日口 麻奈美）
- 愚者ノ教鞭 今しか出来ないことがたくさんあるんだ!
- 炎の孕ませおっぱい★エロアプリ学園（馬締 理紗、桑園 恵）
- 痴漢堕～心理カウンセラー芽衣香の診療記録～（柏崎 芽衣香）

2017年
- 華陰淫武伝～麗しき女武将達の戦い～（艶命）
- 働くオタクの恋愛事情（上杉 紗耶）
- 爆乳人妻戦士ピュア・メイデン～現役復帰した美少女戦士の熟れムチボディをチン負けさせて寝取り孕ませオナホハーレム化!～（中村 由花）
- 禁忌劣情～淫らな欲望に魅せられて～
- sin光臨天使エンシェル・レナ -REINCARNATION-（アリシア・ヘリオゼネス）
- 領地貴族
- 姉姉W催眠2～巨乳女上司痴漢、巨乳人妻寝取り、鬼畜中出しで孕ませてやる!～（優希）
- まほ×ろば -Witches spiritual home-
- ビッチ学園が清純なはずがないっ!!?（花巻 梅衣）
- 本番有り! 人妻デリバリーR ～どこかで見た美人妻たちと～

2018年
- 働くオトナの恋愛事情2
- ひとつ屋根の、ツバサの下で（原田 秋子）
- 女王気取りの爆乳PTA会長共を催眠で玩具扱いでヤリ遊んで孕ませてやった（笹猪 伊万里）
- あくまで、これは～の物語
- はるとゆき、（長沢 橙花）
- 痴漢狂3～鬼エロアプリでデキる女の極上ワガママボディを犯って! ヤられて!! スケベ汁噴かせて啼かせたい!!!～（天衣 美保）
- イイナリ姉色～お姉ちゃんさえいればいい!～（真島 陽菜子）
- 催眠ぱらだいす! ～催眠術でツゴウノイイ美少女学園性活～（五木 蘭）
- 手垢塗れの復讐（津田 葵）
- 悪魔聖女～デーモンガール・ステップ～
- sin光臨天使エンシェル・レナFD -FACE THE DESTINY-（アリシア・ヘリオゼネス）

2019年
- らぶこみゅ
- 彼女は友達ですか? 恋人ですか? それともトメフレですか?
- イイナリ妻色2 ～人妻に横恋慕～（平城 弥結）
- スタディ§ステディ
- ママ×カノ ～教え子のお母さんがエッチな先生で、娘の世話を焼いたら駄目ですか?～（鳴沢 亜由美）

2020年
- 神様のしっぽ ～干支神さまたちの恩返し～
- 教育に煩い義母と優等生な義姉に種付けも勉強の一つと催眠をかけた結果（高村 瑛子）
- ママ×カノ+ ～教え子のお母さんがエッチな先生で、娘もエッチになったら駄目ですか?～（鳴沢 亜由美[2]）
- シスターレッスン
- Hではじめた絶品バーガー ～え? ご注文はおっぱいですか～（店長）
- 清楚な爆乳人妻をビーチでデカチン生ハメ（三崎 佳奈）
- 爆乳だけど地味な眼鏡奥さんは好きですか? ～ファミレスパートの人妻が堕ちるまで～（角倉 玲）

2021年
- とっても明るい!お嬢様の満喫☆夢のどすけべ生活（ミューゼ・フォークロイン）
- 魔闘士マイヤ 魔域十二子宮編（牛魔支アゲラダ、猿魔支メイムー）
- 孕ませオナホ魔王軍 ～巨根とシーフの力で最凶のメスを雑魚マンにハメ堕して築く成り上がりハーレム～（エキドナ）

2022年
- 催眠奪女3 ～全てが僕の自由になる世界へようこそ～ 栗原静琉編（栗原 静琉）
- 魔王母娘NTR種付けチン媚び催眠（ラビス）
- 燦然可憐エクセルシフォン（レヴィエラ）
- 廃村少女〜妖し惑ひの籠の郷〜（刑部 澪）

2023年
- WANNABE→CREATORS（龍禅寺 咲耶）
- 侵・性奴会 〜美人会長と爆乳書記の調教日報〜（竜宮院 玲亜）
- 僕がいない間に変貌えられた妻の秘肉 ～ラブラブ新婚妻は他の男に抱かれ淫らに喘ぐ夢を見るか～（稲盛 楓）
- 三美姫の牝豚 〜姦獄の城〜（アリエス・ブラッテンハルト）

2024年
- 廃村少女 アペンドパッチ ～絡艶異聞～（刑部 澪）

2025年
- 廃村少女 外伝 ～嬌絡夢現～（刑部 澪）
- もっと!孕ませ!炎のおっぱい異世界おっぱいバニー学園!（宇佐美 優月）
- 極限痴漢特異点NEO（星永 星莉佳）
- 虜ノ焔 ～淫欲の炎に満ちた地下闘技場～（日元 蘭）

### アニメ
- ミラクル☆トレイン〜大江戸線へようこそ〜（おばあさん）

### 吹き替え
- ベロニカ・マーズ（アメリア）
- サイレントナイト（シドの彼女、女の子3）
- 現代の驚異

### 歌
- 「To the GATE」（「門を守るお仕事」主題歌）
- 「エロメロちゅうちゅう」（「べろちゅー！〜コスプレメイドをエロメロにしちゃう魔法の舌技〜」主題歌）

### イベント
- アトリエピーチうたまつり2012
- ふわ甘エレクトリック

### 舞台
- ノーボーイズアイランド（中川しおん）
- イエローケーキ
- 蕉